# Venus-Tafeln des Ammi-saduqa
|  | Dieser Artikel oder Abschnitt wurde wegen inhaltlicher Mängel auf der Qualitätssicherungsseite der Redaktion Geschichte eingetragen (dort auch Hinweise zur Abarbeitung dieses Wartungsbausteins). Dies geschieht, um die Qualität der Artikel im Themengebiet Geschichte auf ein akzeptables Niveau zu bringen. Dabei werden Artikel gelöscht, die nicht signifikant verbessert werden können. Bitte hilf mit, die Mängel dieses Artikels zu beseitigen, und beteilige dich bitte an der Diskussion! |

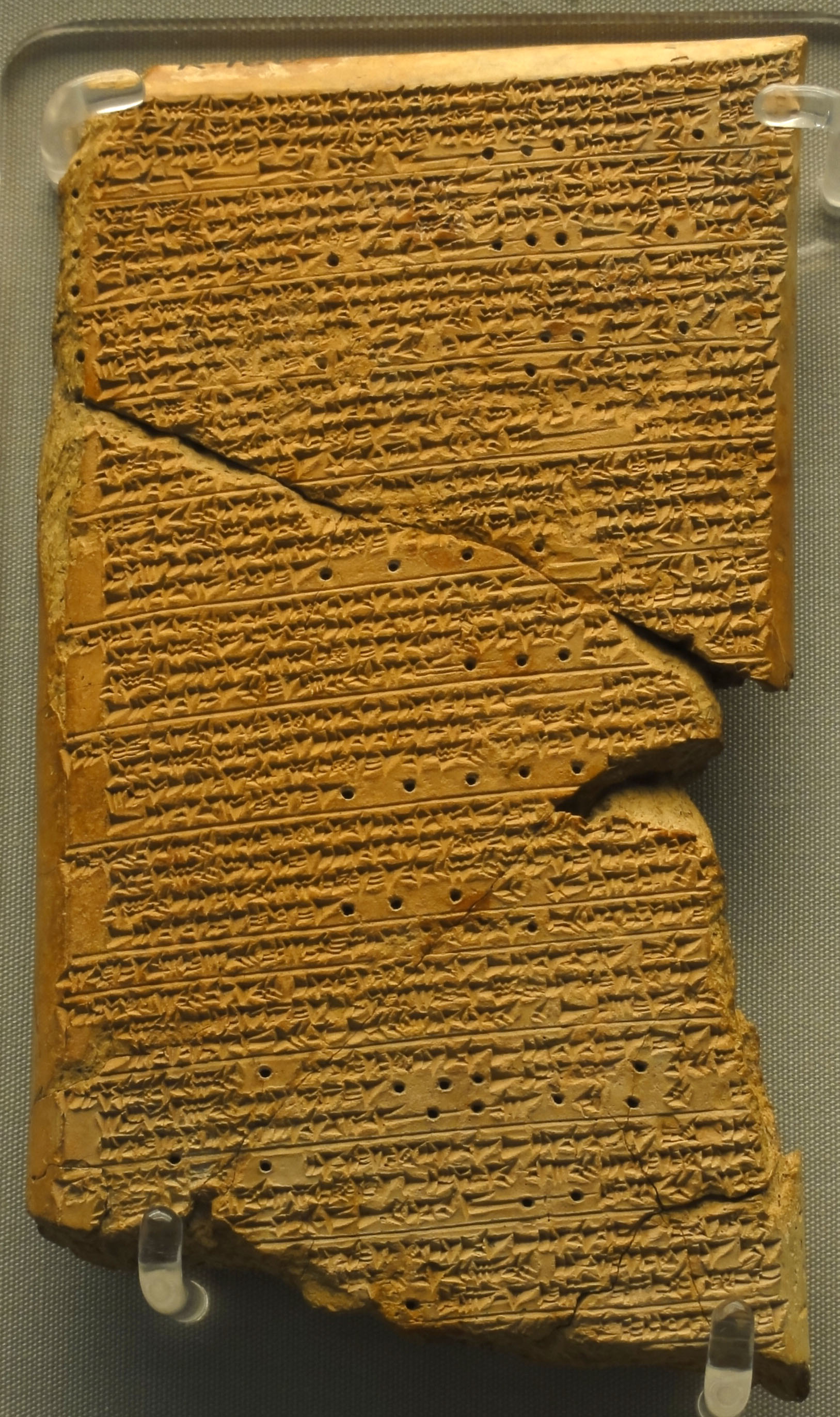
Venus-Tafel des Ammi-saduqa im Britischen Museum, London

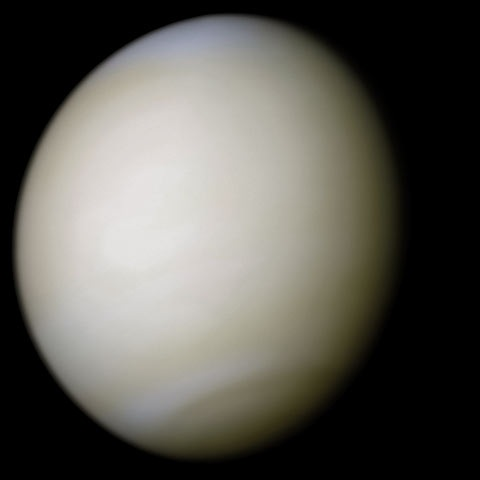
Venus, aufgenommen von der Raumsonde Mariner 10

Die Venus-Tafeln des Ammi-saduqa (auch Ammisaduqa, Ammi-zaduqa, Ammizaduqa) stellen das bislang älteste Schriftdokument zur Planetenbeobachtung dar. Die Keilschrifttexte des babylonischen Königs Ammi-saduqa, entdeckt in der Bibliothek des Aššurbanipal in Ninive, beinhalten insbesondere Beobachtungen der Venus, die in der babylonischen Mythologie als Tochter des Mondgottes Sin und Schwester des Sonnengottes Šamaš galt und den Namen Ištar trug. Sie war die wichtigste babylonische Göttin und wurde als Göttin des (sexuellen) Begehrens wie auch als Kriegsgottheit verehrt. Die in diesem Zusammenhang dokumentierte synodische 584-Tage-Periode der Venus gilt ebenfalls als erste schriftlich erhaltene Aufzeichnung eines planetaren Zeitintervalls im Bereich der Astronomie.
Die frühen Chronologien der Altorientalischen Geschichtsschreibung wurden aufgrund dieser astronomischen Daten erstellt und erlauben die zeitliche Einordnung der Regierungsperioden mesopotamischer Könige. Die moderne Forschung konnte zwischenzeitlich aufgrund der beobachteten Sonnenfinsternis in der Regierungszeit von Aššur-dan III. sowie vorliegender Königs-Synchronismen assyrischer und babylonischer Herrscher die assyrische Adasi-Dynastie auf die Jahre um 1680 v. Chr. datieren.
Die Adasi-Dynastie stand mit Ammi-saduqa in chronologischer Nachbarschaft, weshalb aus der Adasi-Ansetzung in diesem Zusammenhang auch eine nähere zeitliche Zuordnung des Ammi-saduqa möglich wurde. Die früher diskutierte Möglichkeit der ultrakurzen Chronologie scheidet daher aus. Entsprechende Bestätigungen liefern zudem die astronomischen Auswertungen der Venus-Tafeln des Ammi-saduqa.

## Die Venus-Tafeln
Bei den aus der Bibliothek Assurbanipals stammenden Keilschrifttafeln handelt es sich um Abschriften früherer Texte, die von den Originalen aus der Regierungszeit Ammi-saduqas (1646 bis 1626 v. Chr. nach der mittleren Chronologie), dem vorletzten König der ersten altbabylonischen Dynastie, immer wieder kopiert und weitergegeben wurden. Die Entstehungszeit der letzten Kopien wird auf etwa 800 v. Chr. angesetzt.
Die große historische Bedeutung der Venus-Tafeln ist in der lückenlosen 21-jährigen Datensammlung von Venus-Sichtbarkeiten zu sehen, die in tabellarischer Form vorliegen. Die vorgenommenen Venusbeobachtungen sind mit Omen und Nennung der wichtigsten Ereignisse versehen. Die bekannteste Tafel (63) aus der Sammlung Enuma Anu Enlil (EAE) ist im britischen Museum zu London ausgestellt.
Der Inhalt der Venus-Tafeln wurde erstmals 1870 von Henry Creswicke Rawlinson und George Smith unter dem Titel Tablet of Movements of the Planet Venus and their Influences in der Schriftenreihe The Cuneiform Inscriptions of Western Asia Vol. 3 veröffentlicht. Die Zuordnung astronomischer Daten konnte durch den Assyriologen Johann Strassmaier in Zusammenarbeit mit den beiden Astronomen Josef Epping sowie Franz-Xaver Kugler 1912 weiter spezifiziert werden.

## Grundlagen

### Babylonischer Mondkalender

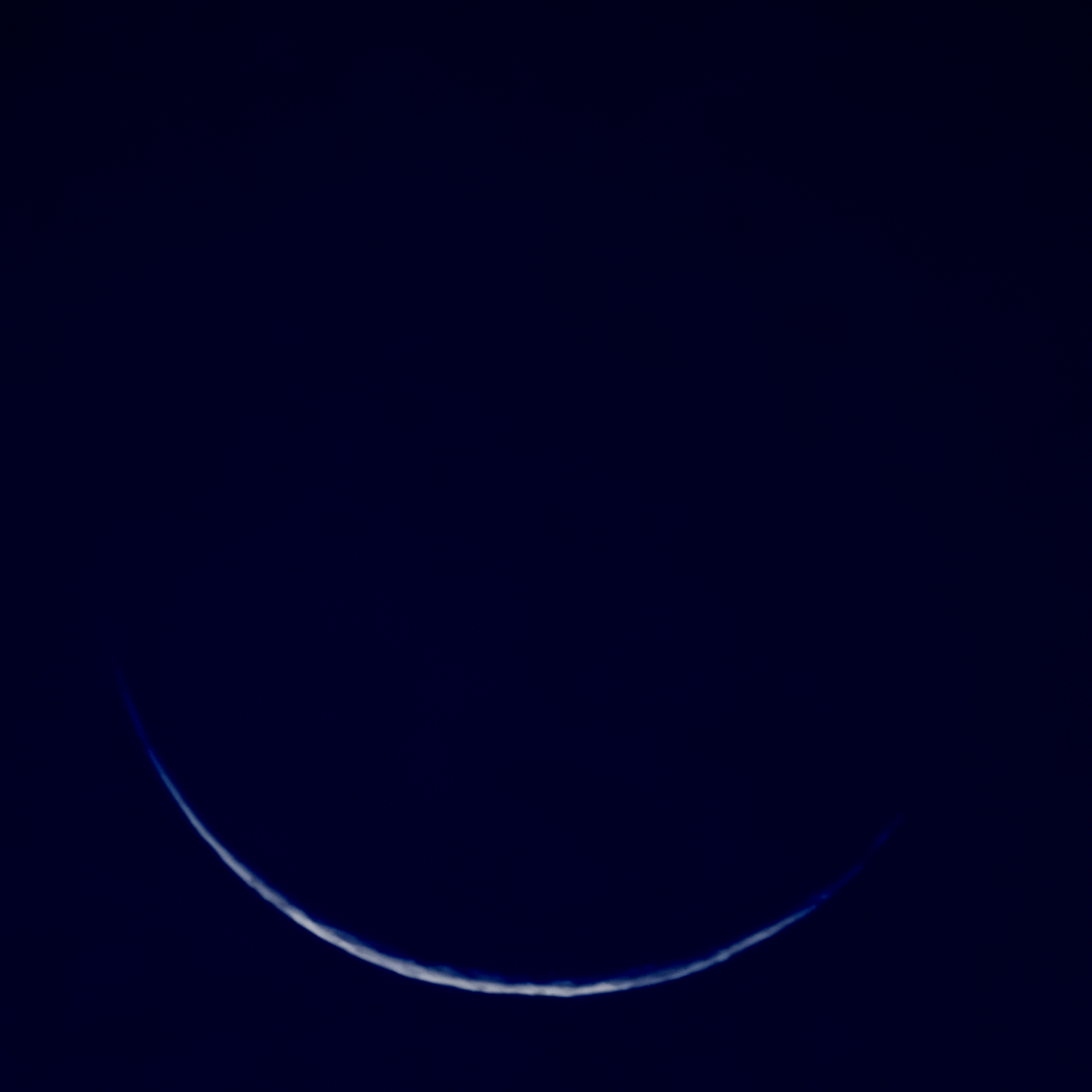
Das mit bloßen Augen gerade noch sichtbare Altlicht der Mondsichel beim Morgenletzt gut einen Tag vor Neumond am östlichen Morgenhimmel

Die dokumentierten Sichtbarkeitsdaten auf den Venus-Tafeln des Ammi-saduqa basieren auf den Angaben des babylonischen Mondkalenders. Maßgebend für den ersten Tag eines Monats ist der Zeitpunkt des gesichteten Neulichts. Im Alten Ägypten wurde dagegen die letzte Sichtbarkeit des Altlichts für den Beginn der beiden ägyptischen Mondkalender herangezogen.
Die Stadt Babylon und das Nildelta weisen nur einen Unterschied von etwa 1° bis 2° in der geografischen Breite auf. Für die Beobachtungen des Alt- und Neulichts bestehen daher fast identische Sichtbarkeitsbedingungen. Da ägyptische Aufzeichnungen des Altlichts, die bis in die Anfänge des Mittleren Reichs zurückreichen, und babylonische Neulichtmonddaten für gleiche Zeiträume vorliegen, konnte eine Abstimmung beider Kalender vorgenommen werden. Im Ergebnis wurde die Vermutung bestätigt, dass es nur dann minimale Abweichungen gab, wenn die Sichtbarkeitsbedingungen aufgrund eines flacheren Bahnverlaufes der Venus nahe am Horizont (Ekliptik) eingeschränkt waren.
In der babylonischen Region tritt das Neulicht, je nach Jahreszeit, zwischen 18 und 42 Stunden nach Neumond ein. In Abhängigkeit von den Monduntergangsdaten ist mit der zeitlichen Bestimmung des Neumondes auch die erste Sichtbarkeit der Neulicht-Mondsichel bis zurück in das Altertum mit Berechnungsprogrammen, beispielsweise von NASA und MPIA, exakt bestimmbar.
Statistische Untersuchungen der babylonischen Neulichtaufzeichnungen ergaben mit den babylonischen Daten eine Übereinstimmung von 98 % für den Zeitraum der Sichtungen. Die Mehrzahl der Abweichungen lag auch hier für die Beobachtungen unter extrem schwierigen Sichtungsverhältnissen vor. Eine deshalb nicht wahrgenommene Erstsichtbarkeit des Neulichts wirkte sich nicht auf die nächsten Beobachtungen aus, da bei besseren Sichtungsbedingungen in den Folgemonaten die Tagesdifferenz automatisch ausgeglichen wurde.

### 584-Tage-Intervall
Weil die Venus als unterer Planet in geringerer Distanz als die Erde die Sonne umläuft, kann sie sich von der Erde aus gesehen nie weit von der Sonne entfernen. Insbesondere kann die Venus, im Gegensatz zu den oberen Planeten, an der Himmelskugel niemals in Opposition zur Sonne stehen. Stattdessen unterscheidet man anstelle der Konjunktion der äußeren Planeten die obere Konjunktion (Venus hinter der Sonne) von der unteren Konjunktion, bei der die Venus vor der Sonne steht.
Der Zeitraum zwischen zwei aufeinander folgenden identischen Positionen der Venus (bezüglich Erde und Sonne) beträgt im Durchschnitt 583,924 Tage und wird synodische Umlaufperiode der Venus genannt. Die größten Annäherungen treten im Idealfall in genau kreisförmigen Bahnen auf, die sich jeweils auf fünf verschiedene Bahnpunkte exakt gleichmäßig verteilen und das Venus-Pentagramm bilden.
Die untere Konjunktion tritt in Abständen von 579 bis 589 Tagen ein, wenn die Venus auf ihrer sonnennäheren Bahn die Erde „überholt“. Dabei wechselt sie von der Rolle des Abendsterns zu der des Morgensterns. Neun Monate später steht sie dann hinter der Sonne (obere Konjunktion). Um die erste Venus-Sichtbarkeit in der abendlichen Dämmerung beobachten zu können, muss die Venus bei Sonnenuntergang mindestens noch eine Horizonthöhe von etwa 5° aufweisen. Umgekehrt bedeutet dies für die erste Sichtung in der morgendlichen Dämmerung, dass die Venus bei Sonnenaufgang ebenfalls etwa 5° erreicht haben muss.
Nach 157 synodischen Perioden der Venus sind auf eine Minute genau 251 tropische Sonnenjahre vergangen (das sind 91676 Tage).

## Intervall-Daten des Ammi-saduqa
Nach fünf 584-Tage-Intervallen ist die Venus etwa 2,32 Tage vor Ablauf von acht mittleren Sonnenjahren an ihre Ausgangsposition zurückgekehrt. Der Beginn des nächsten Venus-Intervalls liegt damit etwa 2,32 Tage vor dem Beginn der abgelaufenen fünf 584-Tage-Intervalle. Nach 40 Intervallen beträgt die Differenz in 64 Jahren 18,54 Tage. In den Chronologien der Altorientalischen Geschichtsschreibung wurde zuerst die mittlere Chronologie als Ansatzpunkt gewählt. Da die möglichen Kalendereinträge nur einen engen variablen Zeitrahmen zuließen, der an den babylonischen Mondkalender gebunden ist, erfolgten jeweils 64 Jahre vor und nach der mittleren Chronologie die weiteren Ansätze der langen und kurzen Chronologie. Eine größere Bandbreite der in Frage kommenden Beobachtungszeitpunkte kann durch die Koppelung des Monats Nisanu mit der Tagundnachtgleiche im Frühjahr ausgeschlossen werden.
Alle bisherigen Chronologien der altorientalischen Geschichtsschreibung konnten bislang nur als Eckpunkte angesehen werden, da im Zuge des 8-Jahres-Zyklus weitere Möglichkeiten gegeben waren. Die Differenz von 128 Jahren zwischen der langen und kurzen Chronologie der Altorientalischen Geschichtsschreibung, unter Berücksichtigung der rekonstruierten Herrscherlisten, ließ 16 Datierungsansätze zu. Einordnungskriterien bezüglich der Venus-Tafeln stellen die Synchronismen von Herrscherdaten dar. Als Parallelkönige gelten zumeist Hattušili III. und Kadašman-Enlil II., obwohl die chronologische Bewertung des zugrunde liegenden Briefwechsels nicht gesichert ist.
Zweifelsfrei ist dagegen die Datierung des Akzessionsjahres von Kadašman-Enlil II. im 14. bis 16. Regierungsjahr von Ramses II. (1266 bis 1264 v. Chr.). Eine weitere Gleichsetzung konnte für das Akzessionsjahr von Burna-buriaš II. und dem 31. bis 36. Regierungsjahr des Amenophis III. (1358 bis 1353 v. Chr.) ermittelt werden. Die erst in jüngerer Zeit vorgeschlagene ultrakurze Chronologie, mit einer 32-jährigen Differenz zur kurzen Chronologie, scheidet daher aus. Gleiches gilt für die lange Chronologie. Wegen vereinzelt fehlender Regierungsdaten in der assyrischen Königsliste ergibt sich eine Schwankungsbreite von etwa 20 Jahren für die Ansetzung der Adasi-Dynastie.
Im weiteren Verlauf konnte das Ende der Regierungszeit von Išme-Dagan I. aufgrund der möglichen Schwankungsbreite hinsichtlich fehlender Regierungsdaten auf spätestens 1710 v. Chr. angesetzt werden. Er kam im 18. Regierungsjahr von Hammurapi auf den Thron seiner angenommenen 40-jährigen Herrschaft. In gleicher Rückrechnung ließ sich der Regierungsbeginn Hammurapis auf die Jahre um 1750 v. Chr. ermitteln. Für Ammi-saduqas erstes Herrscherjahr konnte die Grenze auf etwa 1604 v. Chr. gezogen werden.
Die nachfolgenden Intervall-Daten des Ammi-saduqa beziehen sich auf die mittlere Chronologie und zeigen, dass sich die Sichtungen im babylonischen Mondkalender und die tatsächlichen astronomischen Verhältnisse im gregorianischen Kalender taggenau entsprechen.
| Venuszyklus mit 12 Intervallen (1. bis 21. Regierungsjahr Ammi-saduqa)                                                               |                              |                          |                           |                            |                |
| Intervall | Dauer Mondkalender           | Tagesanzahl Mondkalender | Dauer Greg. Kalender      | Tagesanzahl Greg. Kalender | Venus-Altitude |
| 01 | 18. Šabatu bis 15. Tašritu   | 587                      | 23.02.1645 bis 03.10.1644 | 587                        | 5,1°           |
| 02 | 15. Tašritu bis 11. Ajaru    | 585                      | 03.10.1644 bis 11.05.1642 | 585                        | 5,8°           |
| 03 | 11. Ajaru bis 1. Kislimu     | 583                      | 11.05.1642 bis 14.12.1641 | 583                        | 5,5°           |
| 04 | 01. Kislimu bis 26. Dumuzi   | 584                      | 14.12.1641 bis 21.07.1639 | 584                        | 5,2°           |
| 05 | 26. Dumuzi bis 14. Addaru    | 581                      | 21.07.1639 bis 21.02.1637 | 581                        | 5,1°           |
| 06 | 14. Adaru bis 11. Ululu II   | 587                      | 21.02.1637 bis 30.09.1636 | 587                        | 5,2°           |
| 07 | 11. Ululu II bis 07. Ajaru   | 585                      | 30.09.1636 bis 08.05.1634 | 585                        | 5,0°           |
| 08 | 07. Ajaru bis 27. Araḫsamna  | 583                      | 08.05.1634 bis 11.12.1633 | 583                        | 5,2°           |
| 09 | 27. Araḫsamna bis 21. Dumuzi | 584                      | 11.12.1633 bis 18.07.1631 | 584                        | 5,0°           |
| 10 | 21. Dumuzi bis 11. Addaru    | 581                      | 18.07.1631 bis 18.02.1629 | 581                        | 5,0°           |
| 11 | 11. Addaru bis 8. Tašritu    | 587                      | 18.02.1629 bis 28.09.1628 | 587                        | 5,2°           |
| 12 | 8. Tašritu bis 3. Ajaru      | 586                      | 28.09.1628 bis 07.05.1626 | 586                        | 5,1°           |
| Die minimalen Abweichungen in den Einzelintervallen ergeben einen Durchschnitt von genau 584 Tagen und entsprechen dem Mondkalender. |                              |                          |                           |                            |                |

## Schaltmonate im babylonischen Mondkalender
Die zu den Venuszyklen gehörenden Beginndaten des 1. Nisanu zeigen, dass das babylonische Neujahr zumeist mit dem ersten Vollmond des Frühlingbeginns verbunden war. Ein schematisierter Schaltzyklus ist nicht erkennbar, da die Schaltungen unregelmäßig vorgenommen wurden und zusätzlich an Stern-Sichtbarkeiten zum Zeitpunkt des Sonnenauf- sowie Untergangs gekoppelt waren. Diese Umstände sind an den Beginndaten des Monats Tašritu deutlich zu erkennen, der dem Schaltmonat Ululu II folgte.
| Beginndaten der Monate Nisanu und Tašritu |           |               |
| Jahr                                      | 1. Nisanu | 1. Tašritu    |
| 1645 v. Chr.                              | 4. April  | 28. September |
| 1644 v. Chr.                              | 24. März  | 18. September |
| 1643 v. Chr.                              | 12. April | 6. Oktober    |
| 1642 v. Chr.                              | 2. April  | 26. September |
| 1641 v. Chr.                              | 21. März  | 15. Oktober   |
| 1640 v. Chr.                              | 9. April  | 3. Oktober    |
| 1639 v. Chr.                              | 30. März  | 22. September |
| 1638 v. Chr.                              | 20. März  | 11. September |
| 1637 v. Chr.                              | 7. April  | 29. September |
| 1636 v. Chr.                              | 26. März  | 19. Oktober   |
| 1635 v. Chr.                              | 14. April | 6. Oktober    |
| 1634 v. Chr.                              | 3. April  | 27. September |
| 1633 v. Chr.                              | 22. März  | 15. Oktober   |
| 1632 v. Chr.                              | 10. April | 5. Oktober    |
| 1631 v. Chr.                              | 31. März  | 24. September |
| 1630 v. Chr.                              | 20. März  | 13. September |
| 1629 v. Chr.                              | 9. März   | 1. Oktober    |

## Hinweise
1. 1 2  Datumsangabe im gregorianischen Kalender: im julianischen Kalendersystem sind 15 Tage zum gregorianischen Datum zu addieren; zu den Venusdatierungen am Morgen 16 Tage. Datierungsgrundlage sind die NASA-Angaben (Memento vom 23. März 2008 im Internet Archive) unter Berücksichtigung des T-Deltas. Für Babylonien ist zu der Universal Time (UT) der Zeitzonenzuschlag von 3 Stunden zu berücksichtigen; gemäß Jean Meeus: Astronomische Algorithmen - Anwendungen für Ephemeris Tool 4,5 -, Barth, Leipzig 2000 für: Ephemeris Tool 4,5 nach Jean Meeus, Umrechnungsprogramm, 2001.